# Omloop Het Volk 1997
L'Omloop Het Volk 1997, cinquantunesima edizione della corsa, si svolse il 1º marzo. Fu vinto dal belga Peter Van Petegem della squadra TVM-Farm Frites davanti ai connazionali Tom Steels e Johan Capiot.

## Ordine d'arrivo (Top 10)
| Pos. | Corridore         | Squadra                   | Tempo    |
| ---- | ----------------- | ------------------------- | -------- |
| 1    | Peter Van Petegem | TVM-Farm Frites           | 5h08'00" |
| 2    | Tom Steels        | Mapei-GB                  | a 8"     |
| 3    | Johan Capiot      | TVM-Farm Frites           | s.t.     |
| 4    | Hendrik Redant    | TVM-Farm Frites           | s.t.     |
| 5    | Andrei Tchmil     | Lotto-Mobistar-Isoglass   | s.t.     |
| 6    | Franco Ballerini  | Mapei-GB                  | s.t.     |
| 7    | Jaan Kirsipuu     | Casino-C'est votre équipe | a 27"    |
| 8    | Tristan Hoffman   | TVM-Farm Frites           | s.t.     |
| 9    | Christophe Mengin | FDJ                       | s.t.     |
| 10   | Jo Planckaert     | Lotto-Mobistar-Isoglass   | s.t.     |